# Puzanje
Puzanje je pojava kada se dugotrajno opterećeni materijali, koji su pod utjecajem neke konstantne (statičke) sile, ovisno o temperaturi, počinju postupno rastezati. Puzanje će se zaustaviti ako se materijal pri rastezanju primjereno očvrsne, a u protivnom se puzanje nastavlja do loma materijala. Temperatura pri kojoj se pojavljuje puzanje ovisna je o materijalu (npr. kod čelika od 400 ºC naviše, a kod olova i plastike već na sobnoj temperaturi). 
Granica puzanja Rp ε/t/υ je naprezanje pri kojem materijal dosegne određeno relativno produljenje ε (npr. 1%), za određeno vrijeme t (npr. 100 000 sati) i pri određenoj temperaturi υ (npr. 400 ºC), što bi se za navedeni primjer pisalo Rp 1/100 000/400. Dugotrajnim opterećenjima (100 000 sati), stvarna se trajna statička izdržljivost (trajna statička čvrstoća) ni nakon tako dugog vremena ne može odrediti. Odrediti se može u svakom primjeru samo vremenska statička izdržljivost, koja vrijedi za određeno ograničeno trajanje opterećenja. Proporučljiva trajanja statičkih ispitivanja su 100 000 sati za kovinske materijale i 10 000 sati za plastike.
Trajna statička čvrstoća ili statička izdržljivost Rmtυ je naprezanje koje uzrokuje lom materijala nakon određenog trajanja ispitivanja t (npr. 100 000 sati) i pri određenoj temperaturi υ (npr. 600 ºC). U navedenom se primjeru označuje Rm 100 000/600. Mnogi elementi strojeva ili konstrukcija rade na visokoj temperaturi (cjevovodi za paru, lopatice turbina, razni elementi postrojenja kemijske industrije). Zahtjev trajne čvrstoće takvih elemenata nalaže konstruktoru da deformacija elementa za sve vrijeme njegove upotrebe ne smije premašiti vrijednosti predviđene za njegovu normalnu eksploataciju (npr. = 0,002 za 10 000 radnih sati).

## Osnovni mehanizmi puzanja
Puzanje materijala je toplinski aktivirani, nepovratni proces deformacije materijala, koji nastaje u uvjetima konstantnog opterećenja, tijekom duljeg vremena, na povišenoj temperaturi. Na pojavu puzanja utječe:
- temperatura tališta materijala,
- vrsta kristalne rešetke i kemijske veze,
- mikrostrukturno stanje materijala.

Za većinu materijala temperatura puzanja je oko 30% tališta materijala. Tako je za čelik iznad 400 ºC, za bakar iznad 270 ºC, a za olovo i plastiku na sobnoj temperaturi. Što je temperatura viša to je kretanje dislokacija u kristalima brže. Moguća je preraspodjela dislokacija (oporavak) ili poništavanje dislokacija (rekristalizacija).
Puzanje se može podijeliti u 3 koraka:
- Na početku, komponenta djeluje s vremenski neovisnom deformacijom ε0 koja se sastoji od elastičnog i plastičnog dijela. Deformacija se povećava dalje kroz vrijeme s velikom promjenom brzine deformacije koja obično kontinuirano opada. Ovaj dio krivulje puzanja naziva se glavno puzanje ili prijelazno puzanje.
- Stanje stabilnog puzanja ili sekundarno puzanje s približno konstantnom brzinom deformacije. Ovakav oblik krivulje puzanja pojavljuje se samo kod materijala koji ne mijenjaju njihovu mikrostrukturu tijekom procesa puzanja. To je slučaj jednostavnih legura, ali ne i mnogih tehničkih legura. Konstantna brzina deformacije dešava se samo ako je naprezanje u komponenti konstantno.
- U ovom dijelu tercijarnog puzanja događa se masivna unutarnja šteta materijala (lom materijala). Dolazi do velikog smanjenja poprečnog presjeka dijela koji je opterećen teretom te objašnjava snažno povećanje brzine deformacije.

Povijest razvoja našeg shvaćanja puzanja može se podijeliti na dva razdoblja: prije i poslije 1954. 

### Energija aktivacije
Energija aktivacije difuzije vezana je za koeficijent difuzije jednadžbom:
D = D0 exp(-QD /kT)
gdje je: D - koeficijent difuzije pri temperaturi T. Za temperature ispod 0,5 Tm, što je polovina točke taljenja u Kelvinima, energija aktivacije za puzanje teži biti manja od energije samodifuzije.

### Dislokacijsko puzanje
Ako rub dislokacije naleti na prepreku, potrebno mu je određeno minimalno naprezanje, kako bi prešao preko prepreke pri nižoj temperaturi, u suprotnom će se zaustaviti.Pri povišenim temperaturama, dislokacija može izbjeći prepreku, tako da dodaje ili zrači praznine. Upotrebom ovog mehanizma, zvanog penjanje, dislokacije mogu napustiti svoje prvotno klizno okno. U ovom slučaju, brzina deformacije određena je brzinom emisije i apsorpcije praznina.

### Difuzijsko puzanje
Pri visokim temperaturama, dislokacijsko puzanje s difuzijom praznina nije jedini mehanizam koji pridonosi deformaciji. Difuzija praznina sama može uzrokovati deformaciju bez ikakvih dislokacija. U ovome procesu, granice kristalnih zrna su izvori i potrošači praznina.  Praznine su formirane na granicama kristalnog zrna, gdje je vektor normale orijentiran u smjeru vlačnog naprezanja. Praznine se primiču granicama zrna s tlačnim naprezanjem ili manjim vrijednostima vlačnog naprezanja.

### Nabarro-Herringovo puzanje
Nabarro-Herringovo puzanje slabo ovisi o naprezanju i ima nešto veću ovisnost o veličini kristalnog zrna, zbog čega brzina puzanja opada povećanjem veličine zrna. Kako bi se rešetkasta difuzija atoma pojavila u materijalu, susjedna stranica rešetke ili intersticijska stranica u kristalnoj strukturi mora biti slobodna. Opći oblik difuzijske jednadžbe je:
D = D0 exp(-QD /kT)
gdje je: D0 ovisan o učestalosti pokušaja skoka i broju bližnjih susjednih stranica, te o vjerojatnosti da će te stranice biti slobodne. Dolazimo do zaključka da je dvostruko ovisno o temperaturi.

### Cobleovo puzanje
U ovome obliku, difuzija atoma odvija se duž granica kristalnih zrna, kako bi se produžila zrna na osi naprezanja. To uzrokuje snažniju ovisnost o veličini zrna od Nabarro-Herringovog puzanja. Cobleovo puzanje događa se na nižim temperaturama nego Nabarro-Herringovo puzanje, iako je još uvijek ovisno o temperaturi. Kako se temperatura povećava, tako se povećava i difuzija granica zrna. Ipak, pošto je broj najbližih susjeda efektivno limitiran duž sučelja zrna, te su toplinske energije praznina duž granica manje, temperaturna ovisnost nije toliko snažna.

### Klizanje granica zrna
Kod metala, klizanje granica kristalnog zrna obično malo utječe na ukupnu deformaciju, ali svejedno je važno iz dva razloga: 
- prvo, u difuzijskom puzanju, klizanje granica zrna osigurava kompatibilnost zrna tokom deformacije.
- drugo, u točki gdje se sijeku tri granice, klizanje granica zrna može uzrokovati veliku koncentraciju lokalnog naprezanja, te tako povećati štetu koja nastaje puknućem granica zrna.

Kod keramika, čvrstoća pri visokim temperaturama obično je limitirana klizanjem granica zrna. To se dešava zbog prisutnosti faze ostakljenja.

### Karte mehanizama deformacija
Poznate i kao Weertman – Ashbyeve karte, nazvane po ljudima koji su ih prvi predstavili. One su objašnjenje puzanja, predstavljaju raspone u kojima su razne deformacije kontrolirane koracima u prostoru. U dijagramu temperatura i vanjsko naprezanje korišteni su kao osi, kako bi se dominantni mehanizam deformacije mogao iščitati. Kod visokih temperatura počinje difuzijsko puzanje, ono je jače od dislokacijskog puzanja pri nižim naprezanjima zbog nižeg eksponenta puzanja. Kod još većih naprezanja, počinje vremenski neovisna plastična deformacija. Ako razina naprezanja dosegne desetinu modula smičnosti, dosegnuta je teoretska čvrstoća materijala.

## Ispitivanje puzanja
Ispitivanje puzanja se provodi na ispitnim uzorcima s navojem, na puzalicama. Uzorci se postepeno zagrijavaju na temperaturu ispitivanja. Temperatura se održava konstantnom za vrijeme ispitivanja. Uzorci se podvrgavaju konstantnom vlačnom naprezanju. Ispitivanje traje od 45 sati do nekoliko godina (100 000 sati). Bilježi se produljenje ispitnog uzorka s vremenom.

### Relaksacija
Ako rastegnutu epruvetu poslije završenog procesa opterećenja učvrstimo tako da dobivena početna deformacija ε0 ostane nepromijenjena, utjecaj povišene temperature i vremena manifestirat će se u smanjenju naprezanja u epruveti. Ta se pojava naziva relaksacija, a objašnjava se time što se elastična deformacija, koju je epruveta dobila pri opterećenju, postepeno pretvara u plastičnu deformaciju.